# نوا لوماكس
نوا لوماكس (بالإنجليزية: Noah Lomax)‏ هو ممثل أمريكي، ولد في 7 نوفمبر 2001 بنيو أورلينز في الولايات المتحدة.

## أعمال

### أفلام
- (2013) ملاذ آمن[4]
- (2014) 99 منزل
- (2015)  الإسفنج خارج المياه

### مسلسلات
- الموتى السائرون
- ذا ميدل

## وصلات خارجية
- نوا لوماكس على موقع IMDb (الإنجليزية)
- نوا لوماكس على موقع ألو سيني (الفرنسية)
- نوا لوماكس على موقع أول موفي (الإنجليزية)
- نوا لوماكس على موقع قاعدة بيانات الفيلم (الإنجليزية)
- نوا لوماكس على موقع كينوبويسك (الروسية)